# Pretty Boy Floyd
Pretty Boy Floyd (Csini Fiú Floyd), születési nevén Charles Arthur Floyd) (Adairsville, Georgia, 1904. február 3. – East Liverpool, Ohio, 1934. október 22.) a nagy gazdasági világválság hírhedt bankrablója volt az Amerikai Egyesült Államokban.

## Pályafutása
Floyd a georgiai Adairsville-ben született, de Oklahomában nőtt fel, mert családja 1911-ben odaköltözött. Sok időt töltött Kansasban, Arkansas-ban és Missouriban.
Először 18 éves korában tartóztatták le, 3,5 dollárt lopott a helyi postáról. Három évvel később, 1925. szeptember 16-án Saint Louisban tartóztatták le rablásért, amiért öt év börtönbüntetésre ítélték. Három és fél év múlva szabadult, és fogadalmat tett, hogy soha többé nem zárják be. Ismeretséget kötött a Kansas City-i alvilág több tagjával, és a következő néhány évben számos rablást követett el. Ebben az időben kapta gúnynevét is, mert az egyik szemtanú széparcú fiúként írta le. Baby Face (Babaarcú) Nelsonhoz hasonlóan nem szerette gúnynevét.
1929. március 9-én letartóztatták Kansas Cityben, majd május 6-án ismét, de mindkétszer elengedték. Május 9-én a coloradói Pueblóban vették őrizetbe csavargás vádjával. Ötven dollárra és hatvan nap elzárásra ítélték. 1930. március 8-án Frank Mitchell álnéven tartóztatták le egy akroni rendőr meggyilkolása miatt, akit egy rablás során öltek meg. Május 20-án az ohiói Toledóban vették őrizetbe. Életfogytiglanira ítélték, de megszökött.
Floyd 1931 őszén fogott komolyabb bankrablásokba, akkor szerepelt először a helyi sajtóban. Ám a lapok címoldalára olyan bűncselekmény miatt került, amelynek nem volt részese.
1932. Január 2-án két korábbi elítélt a missouri Springfieldnél tőrbe csalt és a lövöldözésben megölt hat rendőrt. Ez mindmáig a legnagyobb ilyen jellegű vérontás az amerikai történelemben. Ebből keletkezett azután a Floyd-legenda.
Őt gyanúsították mások mellett két szeszcsempész, Wally és Boll Ash 1931-es meggyilkolásával is. A testvérek holttestét egy égő autóban találták meg. Április 23-án bandájának egyik tagja az ohiói Bowling Greenben megölt egy rendőrt, július 22-én pedig Floyd gyilkolt meg egy FBI-ügynököt, Kansas Cityben. 1932. április 7-én egy korábbi seriff próbálta feltartóztatni Floydot, de a bűnöző őt is megölte. Bűncselekményei ellenére az emberek megengedően figyelték tevékenységét, mert a bankrablások során elégette a jelzálogpapírokat, így sok polgár szabadult meg adósságától. Oklahomában a Cookson-hegyek Robin Hoodjának nevezték.
1933. június 16-án Floyd és bűntársa, Adam Richetti elrabolta Bolivarból William Killingsworth seriffet, és egy lopott autóval keletnek indultak. Clintonban elfoglaltak egy másik autót, és annak a vezetőjét, Walter Griffith-t is magukkal vitték. Később Kansas City közelében mindkettőjüket elengedték. Miközben ők Missourin hajtottak keresztül, a bankrabló Frank Nasht vonattal Kansas Citybe vitték Arkansasból. A rablót megpróbálták társai kiszabadítani, de az akció nem sikerült, és a lövöldözésben négy rendőr mellett Nash is meghalt. A szemtanúk egymásnak ellentmondó vallomásokat tettek, és számos bűnözőt ismertek fel az elkövetők között, mások mellett Floydot.
A bűncselekményt, amely a Kansas City-i mészárlás néven lett ismert, John Edgar Hoover arra használta fel, hogy még nagyobb erőket összpontosítson Floyd elfogására. Az FBI-körözés ellenére Floydnak valószínűleg semmi köze nem volt az akcióhoz. A kor egyik hírhedt bankrablója, Alvin Karpis azt állította, hogy Floyd azt mondta neki, ártatlan az ügyben. Hasonlóan nyilatkozott a Floyd család is, mondván, a bankrabló sok más bűncselekményét beismerte, de ezt hevesen tagadta. 1933. június 30-án levelezőlap érkezett Floydtól a Kansas City-i rendőrségre, amelyben a következő állt: „Kedves Uraim! Én, Charles Floyd, tudatni akarom, hogy nem vettem részt a rendőrtisztek lemészárlásában Kansas Cityben”.

## Halála
John Dillinger halála (1934. július 23.) után Floyd lett az első számú közellenség Amerikában. Október 22-én Floydot is utolérte a végzet, amikor az ohiói East Liverpool közelében a törvény emberei lelőtték egy kukoricaföldön.
Augusztus 29-én Richetti és Floyd még lecsapott egy galenai bankban, ahonnan háromezer dollárt zsákmányoltak. Szeptember 21-én barátnőikkel – Rose Ash-sel és Beulah Birddel – beköltöztek egy buffalói apartmanba. Itt érte a hír őket október 10-én, hogy a Szövetségi Nyomozóiroda, annak ellenére, hogy semmi közük nem volt a Kansas City-i mészárláshoz, megvádolta őket a gyilkossággal.
Október 20-án Oklahoma felé indultak. Kétnapi utazás után az autójuk lerobbant Wellsville közelében. A két nőt elküldték, hogy szerezzenek egy vontatót, ők meg elrejtőztek az erdőben. Egy helyi lakos azonban észrevette őket, és értesítette a rendőrséget. Richettit letartóztatták, Floyd azonban elmenekült, de a Melvin Purvis irányította ügynökök a nyomában maradtak.
Halálának körülményeiről több, egymásnak ellentmondó beszámoló született. Az FBI szerint csak szövetségi ügynökök voltak a helyszínen, és ők végeztek a bankrablóval. A helyi rendőrök jelentése szerint ők is ott voltak, és lőttek, sőt az első lövést nem is aktív, hanem egy nyugállományú rendőr adta le. Floyd holttestét az oklahomai Sallisawban tették közszemlére. Temetésén nagy (20 és 40 ezer közöttire becsült) tömeg vett részt Akinsben.

## Fordítás
- Ez a szócikk részben vagy egészben  a   Pretty Boy Floyd című angol Wikipédia-szócikk fordításán alapul.  Az eredeti cikk szerkesztőit annak laptörténete sorolja fel. Ez a jelzés csupán a megfogalmazás eredetét és a szerzői jogokat jelzi, nem szolgál a cikkben szereplő információk forrásmegjelöléseként.